# 雷恩 (路易斯安那州)
雷恩（英語：Rayne）是位于美国路易斯安那州阿卡迪亚教区的城市。根据美国人口调查局2000年统计，共有人口8,552人，其中白人占65.55%、非裔美国人占33.52。“世界蛙都”和“路易斯安那壁画之城”是它的昵称。

## 友好城市
- 加拿大格兰比

1. ↑  . United States Census Bureau.   [Jul 2, 2017]. （原始内容存档于2018-04-25）.